# إيرل كينيث اولسن
إيرل كينيث اولسن (بالإنجليزية: Earl Kenneth Olsen)‏ هو ضابط أمريكي، ولد في 2 يوليو 1903 في بروكلين في الولايات المتحدة، وتوفي في 1 ديسمبر 1942 في جوادالكانال في جزر سليمان.